# Monster Family 2
Monster Family 2 è un film d'animazione del 2021 diretto da Holger Tappe, sequel del film del 2017 Monster Family

## Trama
Nel tentativo di salvare Baba Yaga e Renfield e sconfiggere la cacciatrice che li ha catturati i Wishbone dovranno ancora una volta trasformarsi in mostri.

## Distribuzione
Il film è stato distribuito nelle sale cinematografiche italiane a partire dal 15 ottobre 2021.